# Суховоля (зупинний пункт)
Сухово́ля — пасажирський залізничний зупинний пункт Львівської дирекції Львівської залізниці на електрифікованій двоколійній лінії Львів — Мостиська ІІ між станціями Рудне (5 км) та Мшана (8 км). Розташований в селі Суховоля Львівського району Львівської області.

## Пасажирське сполучення
На платформі Суховоля зупиняються приміські електропоїзди сполученням Львів — Мостиська II.